# 国際連合安全保障理事会決議977
国際連合安全保障理事会決議977（こくさいれんごうあんぜんほしょうりじかいけつぎ977 英: United Nations Security Council Resolution 977）は、1995年2月22日に全会一致で採決された決議。ルワンダ国際戦犯法廷(ICTR)の所在地を決定する1944年の国連安保理決議955を想起し、ブトロス事務総長の報告に留意した後、議席をタンザニアのアルーシャに置くことを決定した 。
ブトロス事務総長の報告によると、この決定はルワンダ国際戦犯法廷を確立する過程の第ニ段階を示しており、これによって六人の裁判官を選出することを開始できるようになる。ルワンダのマンジ・バクラムツァ評議会代表は、ルワンダ政府は議席をルワンダ国外に割り当てるという決議を支持しなかったが、依然として安全保障理事会に協力すると述べた。